# Philautus semiruber
Philautus semiruber är en groddjursart som först beskrevs av Annandale 1913.  Philautus semiruber ingår i släktet Philautus och familjen trädgrodor. Inga underarter finns listade i Catalogue of Life.